# Grote münsterländer
De grote münsterländer is een ras van jachthonden dat afkomstig is uit Duitsland en afstamt van vogelhonden.
Het dier is met name geschikt voor jacht waarbij klein wild, na te zijn aangeschoten, moet worden geapporteerd. Het dier lijkt op de Duitse staande hond (langhaar) en wordt ook gebruikt als gezelschapshond. Een volwassen reu is ongeveer 63 centimeter hoog, een volwassen teef ongeveer 61 centimeter.

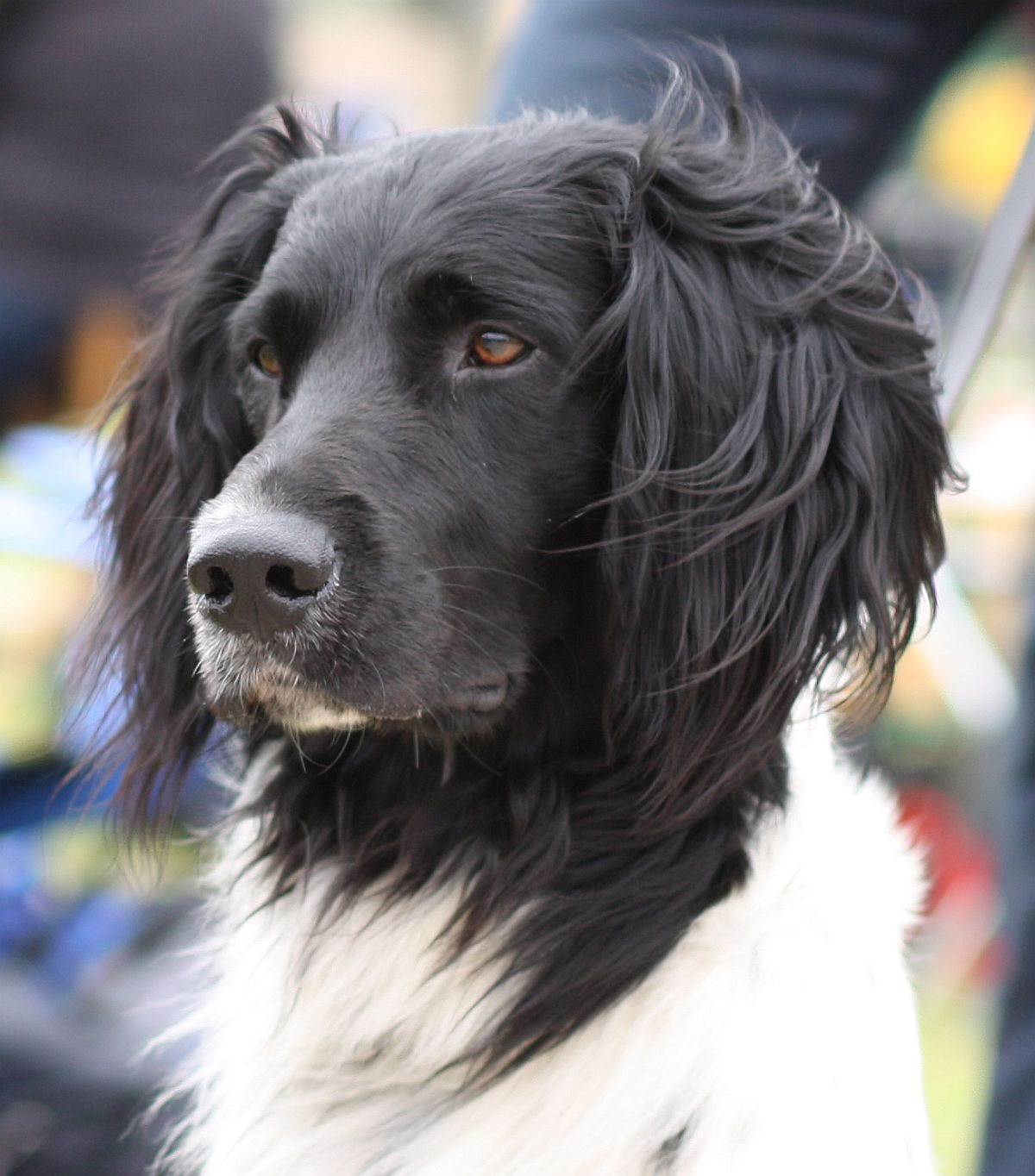
Kop van de grote münsterländer

Bracco italiano ·
Braque d'Auvergne ·
Braque de l'Ariège ·
Braque du Bourbonnais ·
Braque Dupuy ·
Braque français ·
Braque Saint-Germain ·
Český fousek ·
Drentsche patrijshond ·
Duitse staande hond (draadhaar) ·
… (korthaar) ·
… (langhaar) ·
… (stekelhaar) ·
Engelse setter ·
Épagneul bleu de Picardie ·
Épagneul breton ·
Épagneul de Pont-Audemer ·
Épagneul français ·
Épagneul picard ·
Gammel dansk hønsehund ·
Gordon setter ·
Griffon Boulet ·
Griffon Korthals ·
Grote münsterländer ·
Ierse setter ·
Kleine münsterländer ·
Perdigueiro de Burgos ·
Perdigueiro português ·
Poedelpointer ·
Pointer ·
Slovenský hrubosrstý stavač ·
Spinone italiano ·
Stabij ·
Vizsla ·
Weimarse staande hond